# マッコーリー島
座標: 南緯54度35分41秒 東経158度53分44秒 / 南緯54.59472度 東経158.89556度
マッコーリー島、マッコリー島（マッコーリーとう、Macquarie island）はオーストラリア領の無人島で、タスマニア州に属する。1997年、ユネスコの世界遺産（自然遺産）に登録された。

## 概要
マッコーリー島はタスマニア島の南東約1400km、オークランド諸島の南西約630kmに位置し、本土のオーストラリア大陸及びタスマニア島よりも、ニュージーランドに近く位置する。全長約34km、幅は最大5kmという細長い島である。狂う50度の暴風にさらされているため木が生えず、島には草原が広がっている。プレートの動きによって作られた細長い島で、泥炭地、湖、池が点在する人を寄せ付けない絶海の孤島である。地殻のマントルの噴気孔が直接海面にまで達し、海底約6 kmの深さにあるマントル由来の岩石が海面上に露頭がある地球上で唯一の場所で、主要の海盆内で形成された唯一のオフィオライトでもある。
一方でペンギンの大規模繁殖地であり、島内ではロイヤルペンギン、オウサマペンギンなど数種類のペンギンを抱える。また4種のアホウドリ類は絶壁に営巣し、アザラシもミナミゾウアザラシなどの数種抱える。これらのペンギンやアザラシは20世紀初頭までに乱獲が行われ、その数が激減したが近年の保護活動によりある程度回復した。また、外来種のネコ、ニュージーランドクイナ、ウサギ、クマネズミ、ネズミなどは在来種の生存を脅かすため、現在は一部が除去された。
現在では一般人の観光目的での立ち入りは固く禁じられている。
インド・オーストラリアプレートと太平洋プレートの境界に当たり、島の東側は水深5,000mまで急激に落ち込んでいる。地震も多く、2004年にはM8.1の地震が発生した。
島は1977年にユネスコの生物圏保護区に登録されたが、2011年に登録が撤回された。

## 自然・環境

### 気候
| マッコーリー島の気候                   | マッコーリー島の気候 | マッコーリー島の気候 | マッコーリー島の気候 | マッコーリー島の気候 | マッコーリー島の気候 | マッコーリー島の気候 | マッコーリー島の気候 | マッコーリー島の気候 | マッコーリー島の気候 | マッコーリー島の気候 | マッコーリー島の気候 | マッコーリー島の気候 | マッコーリー島の気候 |
| 月                                     | 1月                  | 2月                  | 3月                  | 4月                  | 5月                  | 6月                  | 7月                  | 8月                  | 9月                  | 10月                 | 11月                 | 12月                 | 年                   |
| -------------------------------------- | -------------------- | -------------------- | -------------------- | -------------------- | -------------------- | -------------------- | -------------------- | -------------------- | -------------------- | -------------------- | -------------------- | -------------------- | -------------------- |
| 最高気温記録 °C （°F）                 | 13.6 (56.5)          | 12.3 (54.1)          | 12.6 (54.7)          | 12.2 (54)            | 10.0 (50)            | 8.7 (47.7)           | 8.3 (46.9)           | 8.5 (47.3)           | 8.6 (47.5)           | 10.3 (50.5)          | 11.1 (52)            | 14.4 (57.9)          | 14.4 (57.9)          |
| 平均最高気温 °C （°F）                 | 8.8 (47.8)           | 8.7 (47.7)           | 8.0 (46.4)           | 7.0 (44.6)           | 5.9 (42.6)           | 5.0 (41)             | 4.9 (40.8)           | 5.1 (41.2)           | 5.4 (41.7)           | 5.8 (42.4)           | 6.5 (43.7)           | 7.9 (46.2)           | 6.6 (43.9)           |
| 日平均気温 °C （°F）                   | 7.1 (44.8)           | 7.0 (44.6)           | 6.4 (43.5)           | 5.4 (41.7)           | 4.2 (39.6)           | 3.3 (37.9)           | 3.3 (37.9)           | 3.4 (38.1)           | 3.5 (38.3)           | 3.9 (39)             | 4.6 (40.3)           | 6.1 (43)             | 4.9 (40.8)           |
| 平均最低気温 °C （°F）                 | 5.3 (41.5)           | 5.3 (41.5)           | 4.7 (40.5)           | 3.7 (38.7)           | 2.5 (36.5)           | 1.5 (34.7)           | 1.6 (34.9)           | 1.6 (34.9)           | 1.5 (34.7)           | 2.0 (35.6)           | 2.7 (36.9)           | 4.3 (39.7)           | 3.1 (37.6)           |
| 最低気温記録 °C （°F）                 | 0.6 (33.1)           | −0.6 (30.9)          | −2.3 (27.9)          | −4.5 (23.9)          | −6.8 (19.8)          | −7.0 (19.4)          | −9.4 (15.1)          | −8.9 (16)            | −8.7 (16.3)          | −4.6 (23.7)          | −3.9 (25)            | −1.7 (28.9)          | −9.4 (15.1)          |
| 降水量 mm （inch）                     | 86.7 (3.413)         | 85.0 (3.346)         | 99.7 (3.925)         | 93.4 (3.677)         | 84.0 (3.307)         | 76.6 (3.016)         | 73.4 (2.89)          | 74.6 (2.937)         | 74.6 (2.937)         | 77.9 (3.067)         | 72.3 (2.846)         | 78.5 (3.091)         | 976.9 (38.461)       |
| 平均降水日数                           | 25.4                 | 24.1                 | 27.1                 | 27.2                 | 28.1                 | 26.9                 | 27.1                 | 27.3                 | 26.2                 | 26.3                 | 25.0                 | 24.7                 | 315.4                |
| % 湿度                                 | 84                   | 85                   | 86                   | 87                   | 87                   | 87                   | 88                   | 87                   | 85                   | 83                   | 83                   | 83                   | 85                   |
| 平均月間日照時間                       | 114.7                | 104.5                | 86.8                 | 54.0                 | 31.0                 | 18.0                 | 24.8                 | 43.4                 | 69.0                 | 99.2                 | 108.0                | 108.5                | 861.9                |
| 出典：Australian Bureau of Meteorology |                      |                      |                      |                      |                      |                      |                      |                      |                      |                      |                      |                      |                      |

ケッペンの気候区分では、ツンドラ気候に分類される。雨の日が非常に多く、年間の平均降水日数は315.4日に達する。

## 登録基準
この世界遺産は世界遺産登録基準のうち、以下の条件を満たし、登録された（以下の基準は世界遺産センター公表の登録基準からの翻訳、引用である）。
- (7) ひときわすぐれた自然美及び美的な重要性をもつ最高の自然現象または地域を含むもの。
- (8) 地球の歴史上の主要な段階を示す顕著な見本であるもの。これには生物の記録、地形の発達における重要な地学的進行過程、重要な地形的特性、自然地理的特性などが含まれる。

## ギャラリー

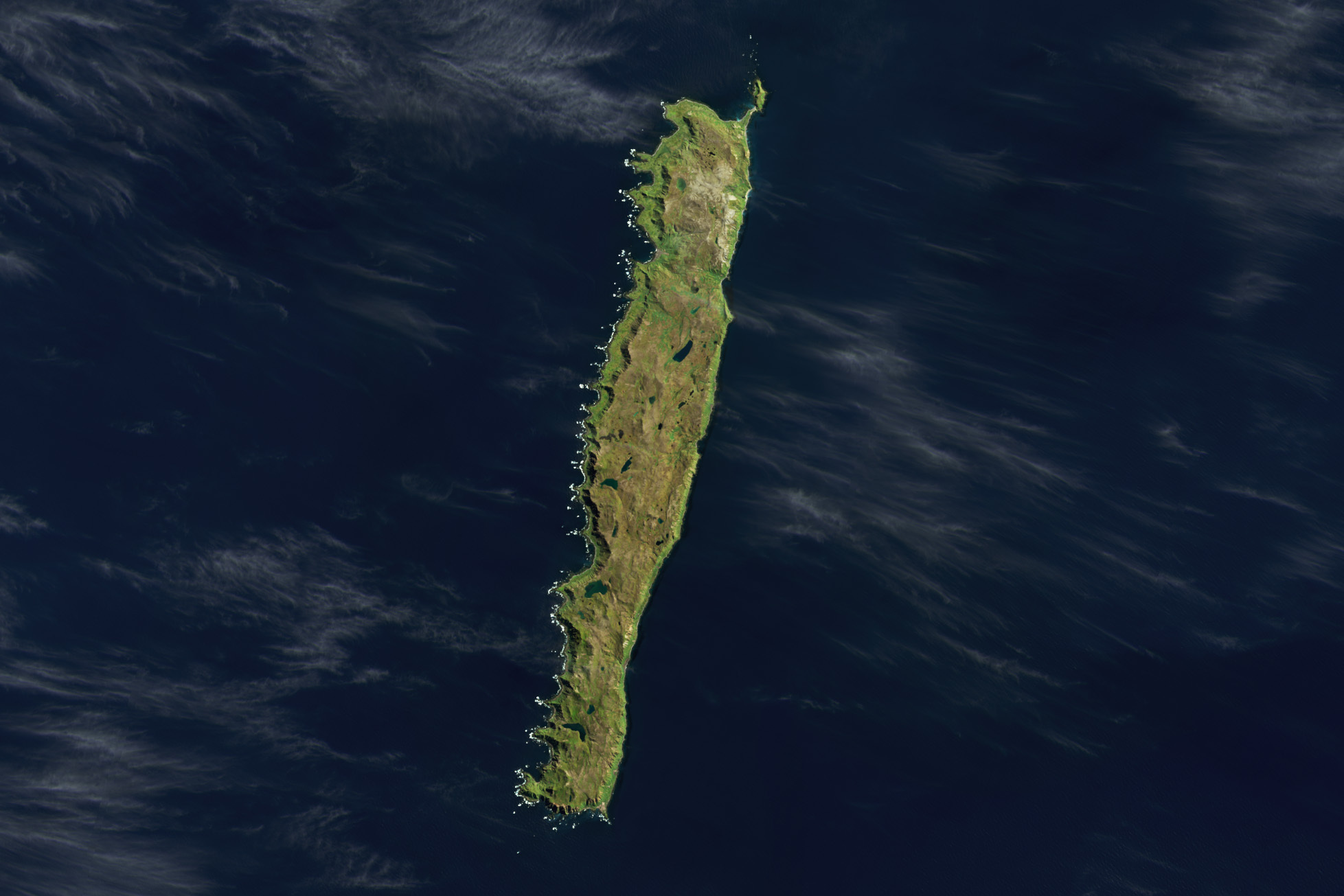
衛星写真
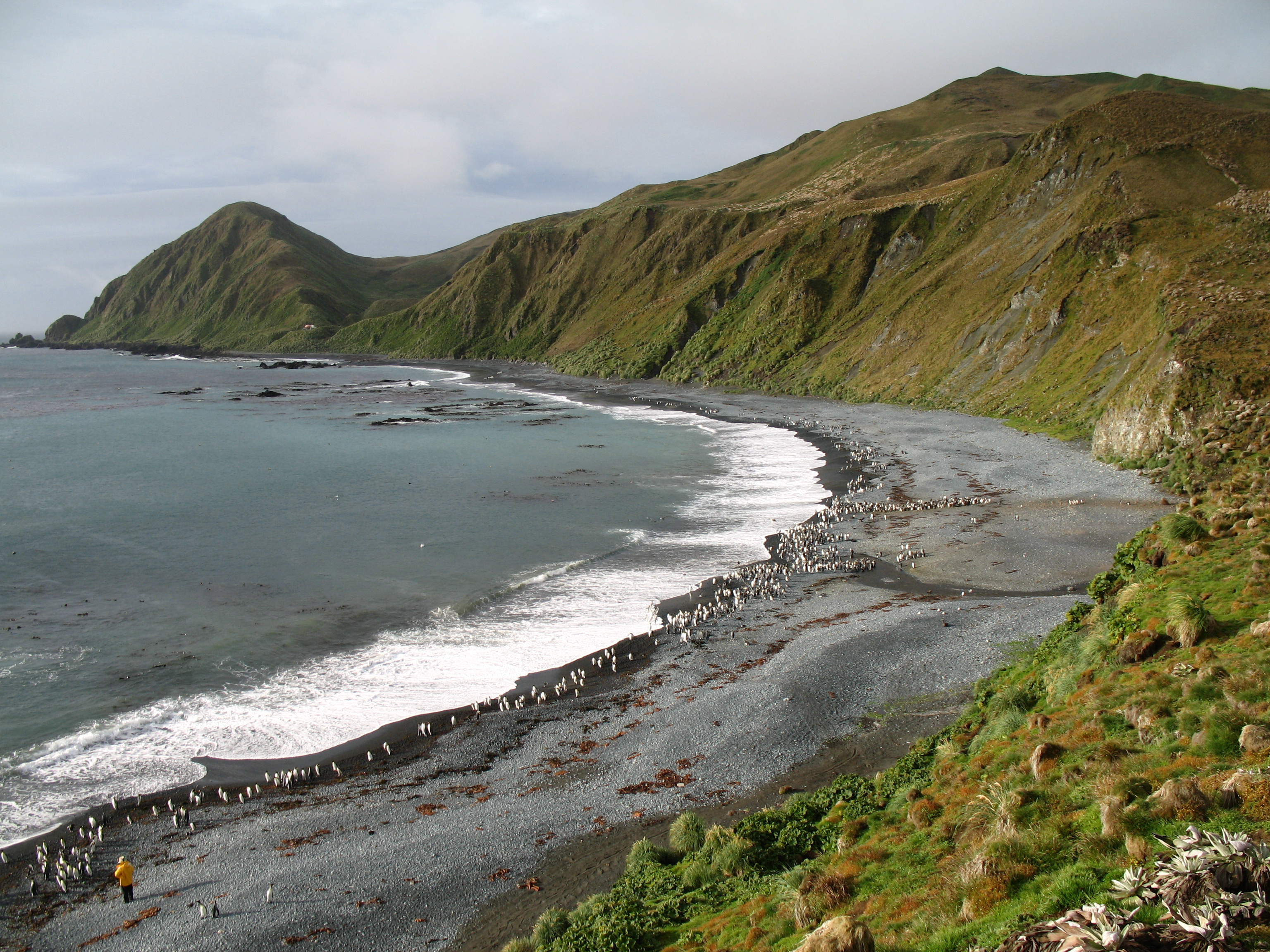
マッコーリー島の海岸
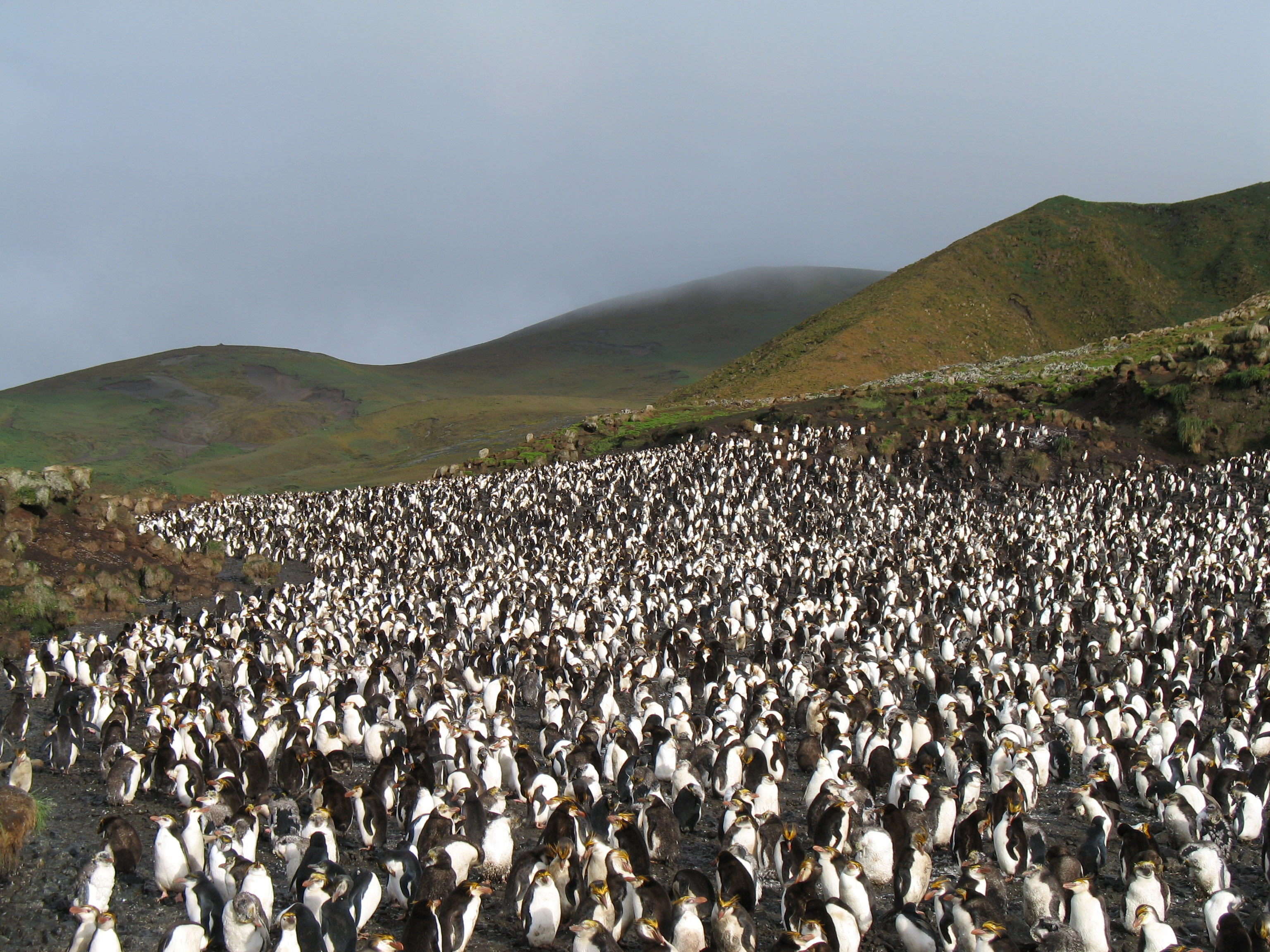
ロイヤルペンギンの繁殖地
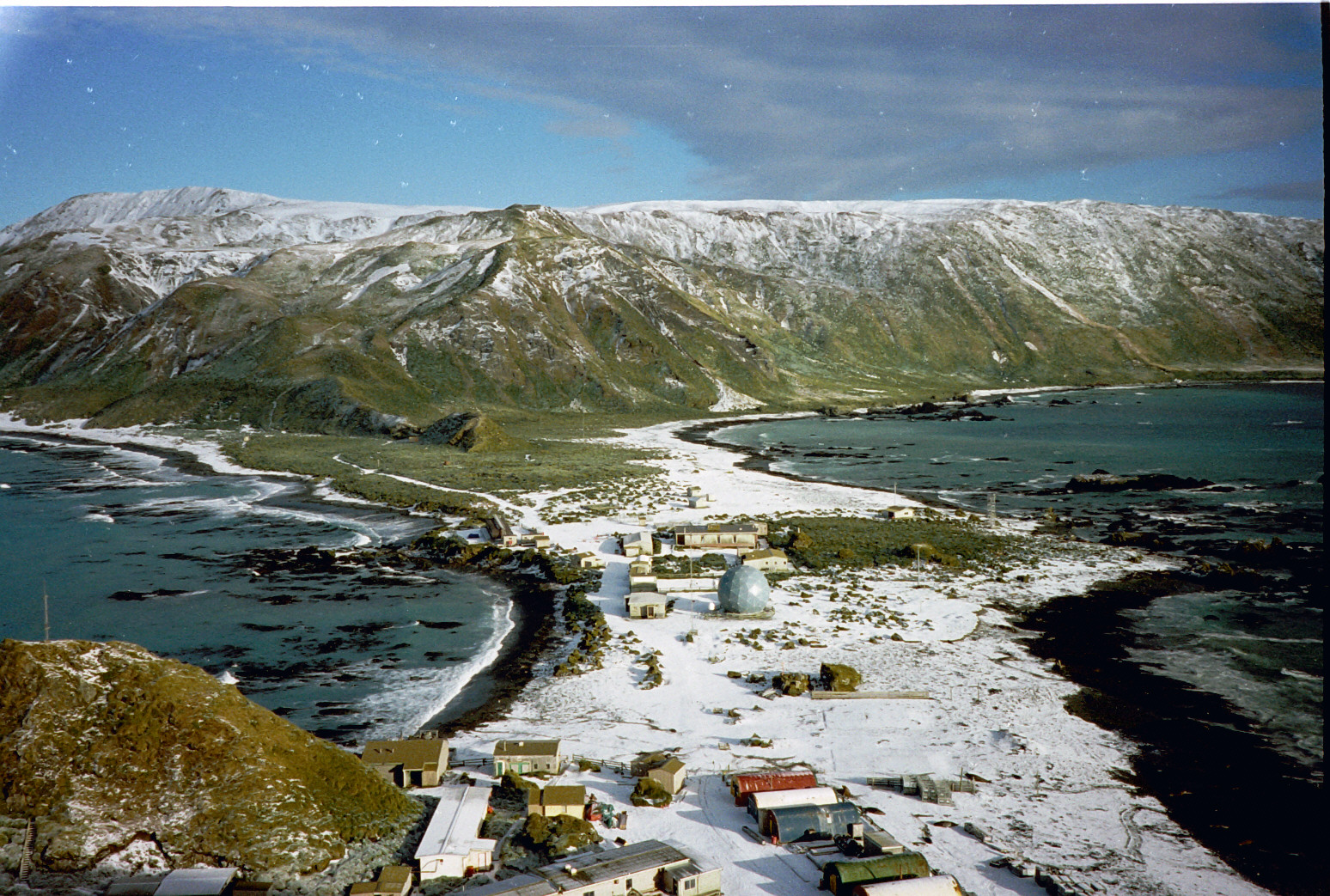
北端部にある観測拠点